# Сан Лоренцо ин Коређано (Римини)
Сан Лоренцо ин Коређано је насеље у Италији у округу Римини, региону Емилија-Ромања.
Према процени из 2011. у насељу је живело 74 становника. Насеље се налази на надморској висини од 75 м.